# ローガン・ラムジー
ローガン・ラムジー（Logan Ramsey,  1921年3月21日 - 2000年6月26日）は、アメリカ合衆国の俳優。

## 来歴
1921年、カリフォルニア州のロングビーチに生まれる。父親のローガン・ラムジー・Sr.は、ホノルル海軍航空基地作戦士官の中佐であり、1941年の真珠湾攻撃の際にフォード島ホイラー飛行場への爆撃を最初に察知した人物として知られている。高校を卒業後は、ニューヨークへ渡り、リー・ストラスバーグに師事して演技の勉強を始めた。1950年代からブロードウェイの舞台に立ち、同時期にテレビ界へも進出。1960年代からは徐々に映画にも出演し始めており、ドラマにおいても『スパイ大作戦』や『スタートレック』などの話題作へのゲスト出演も数多くある。

### 私生活
1954年に、『グーニーズ』のフラッテリー一家の母親や『鬼ママを殺せ』の主人公の母親役などで知られる女優のアン・ラムジーと結婚。その後出演したビル・マーレイ主演のコメディ映画『3人のゴースト』や、テレビシリーズ『アルフ』などの作品では、妻であるアンとも共演した。アンは『鬼ママを殺せ』でアカデミー助演女優賞にノミネートされた1988年に癌のため死去している。

### 死去
2000年6月26日、カリフォルニア州のロサンゼルスにて心臓発作のため死去。79歳だった。

## 出演作品

### 映画
- 群衆の中の一つの顔 A Face in the Crowd (1957) ※ノークレジット
- The Hoodlum Priest (1961)
- The Joke and the Valley (1961) ※テレビ映画
- 傷だらけの愛 Something Wild (1961) ※テレビ映画
- 夜の誘惑 Banning (1967)
- ザ・モンキーズ 恋の合言葉HEAD! Head (1968)
- ペンダラム Pendulum (1969)
- Childish Things (1969)
- 華麗なる週末 The Reivers (1969)
- The Traveling Executioner (1970)
- 炎のサーキット野郎 Jump (1971)
- スポーツクラブ The Sporting Club (1971)
- ギデオン Gideon (1971)
- ヘレンに何が起こったのか? What's the Matter with Helen? (1971)
- The Devil and Miss Sarah (1971) ※テレビ映画
- 暗黒の檻を暴け Glass Houses (1972)
- Outside In (1972)
- ウォーキング・トール Walking Tall (1973)
- Beg, Borrow, or Steal (1973)
- Some Call It Loving (1973)
- Letters from Three Lovers (1973) ※テレビ映画
- 破壊! Busting (1974)
- スーサイド・クラブ The Suicide Club (1974)
- Attack on Terror: The FBI vs. the Ku Klux Klan (1975)
- Cornbread, Earl and Me (1975)
- さらば愛しき女よ Farewell, My Lovely (1975)
- ウォーキング・トール2 / 新・怒りの街 Walking Tall Part II (1975)
- マタクンベの黄金 Treasure of Matecumbe (1976)
- ウォーキング・トール3 / 続・怒りの街 Final Chapter: Walking Tall (1977)
- ミーン・ドッグ・ブルース Mean Dog Blues (1978)
- 名犬ラッシー / 新たなる旅立ち Lassie: A New Beginning (1978)
- Father Damien: The Leper Priest (1980)
- ダーティファイター 燃えよ鉄拳 Any Which Way You Can (1980)
- モンキー・ミッション The Monkey Mission (1981) ※テレビ映画
- 戦慄!呪われた夜 The Beast Within (1982)
- リチャード2世 Richard II (1982) ※ビデオ映画
- 恋のゲーム・パニック Joysticks (1983)
- セイ・イエス / 2億5000万ドルの結婚 Say Yes (1986)
- アーメン・ホラー・ショー / 霊感商法をブッとばせ Pass the Ammo (1988)
- ザ・マッドサイエンティスト / 新ヤングフランケンシュタイン Doctor Hackenstein (1988)
- 3人のゴースト Scrooged (1988)
- ライフ・オン・ジ・エッジ Meet the Hollowheads (1989)
- シャドー・メーカーズ Fat Man and Little Boy (1989)

### テレビドラマ
- クラフト・テレビジョン・シアター Kraft Television Theatre (1951)
- スタジオ・ワン Studio One (1953)
- サスペンス Suspense (1953)
- Man Against Crime (1953)
- The Edge of Night (1956)
- 裸の町 Naked City (1961)
- ルート66 Route 66 (1961, 1962)
- The Defenders (1962, 1964)
- ベン・ケーシー Ben Casey (1963)
- East Side/West Side (1964)
- マニックス Mannix (1967, 1969)
- パパのおやじは30才 The Second Hundred Years (1968)
- コードネーム U.N.C.L.E. The Man from U.N.C.L.E. (1968)
- スタートレック Star Trek (1968)
- 弁護士ジャッド Judd for the Defense (1968)
- アウトキャスト The Outcasts (1968)
- スパイのライセンス It Takes a Thief (1968, 1970)
- バークレー牧場 The Big Valley (1969)
- さすらいのライダー Then Came Bronson (1969)
- スパイ大作戦 Mission: Impossible (1969, 1970)
- Here Come the Brides (1969, 1970)
- ハワイ5-0 Hawaii Five-O (1971)
- Matt Lincoln (1971)
- Storefront Lawyers (1971)
- ボールド・ワンズ The Bold Ones: The Senator (1971)
- 西部二人組 Alias Smith and Jones (1971)
- ボールド・ワンズ The Bold Ones: The Lawyers (1971)
- バナチェック登場 Banacek (1972)
- ルーキーズ The Rookies (1972, 1973)
- The Wide World of Mystery (1973)
- 新ペリー・メイスン The New Perry Mason (1973)
- 燃えよ! カンフー Kung Fu (1973)
- マッシュ M*A*S*H (1973)
- 探偵スヌープ姉妹 The Snoop Sisters (1973)
- Owen Marshall, Counselor at Law (1974)
- 署長マクミラン McMillan & Wife (1974)
- 弁護士ペトロチェリー Petrocelli (1975)
- ドクター・ウェルビー Marcus Welby, M.D. (1975)
- 特別狙撃隊S.W.A.T. S.W.A.T. (1975)
- 女刑事ペパー Police Woman (1975)
- マット・ヘルム Matt Helm (1975)
- オン・ザ・ロック On the Rocks (1975, 1976)
- 刑事バレッタ Baretta (1975)
- Mary Hartman, Mary Hartman (1976, 1977)
- モード Maude (1977)
- チャーリーズ・エンジェル Charlie's Angels (1977)
- 医師ジョナサン Testimony of Two Men (1977)
- ペティコート作戦 Operation Petticoat (1977)
- ロックフォードの事件メモ The Rockford Files (1978)
- 若草物語 Little Women (1978)
- モーク&ミンディ Mork & Mindy (1978)
- ルーツ2 Roots: The Next Generations (1979)
- 宇宙空母ギャラクティカ Battlestar Galactica (1979)
- Dr.刑事クインシー Quincy M.E. (1979, 1981)
- Blind Ambition (1979)
- One in a Million (1980)
- 事件記者ルー・グラント Lou Grant (1980, 1981)
- ロアルド・ダール劇場/予期せぬ出来事 Tales of the Unexpected (1981)
- ベンソン Benson (1981)
- ダークルーム Darkroom (1982)
- ザ・ジェファーソンズ The Jeffersons (1982)
- ナイトライダー Knight Rider (1982, 1985)
- 戦争の嵐 The Winds of War (1983)
- ザ・ヤング・アンド・ザ・レストレス The Young and the Restless (1984)
- サイモン&サイモン Simon & Simon (1985)
- レストランは大騒ぎ It's a Living (1986)
- ハイウェイ・トウ・ヘブン Highway to Heaven (1986)
- アルフ ALF (1988)
- Night Court (1989)
- 夜の大捜査線 In the Heat of the Night (1990)
- ジェシカおばさんの事件簿 Murder, She Wrote (1991)